# Isjum
Isjum (ukrainisch Ізюм, russisch Изюм – Betonung auf der Endsilbe: Isjúm) ist eine Stadt in der Oblast Charkiw mit 25.000 Einwohnern (2024) in der Ostukraine.

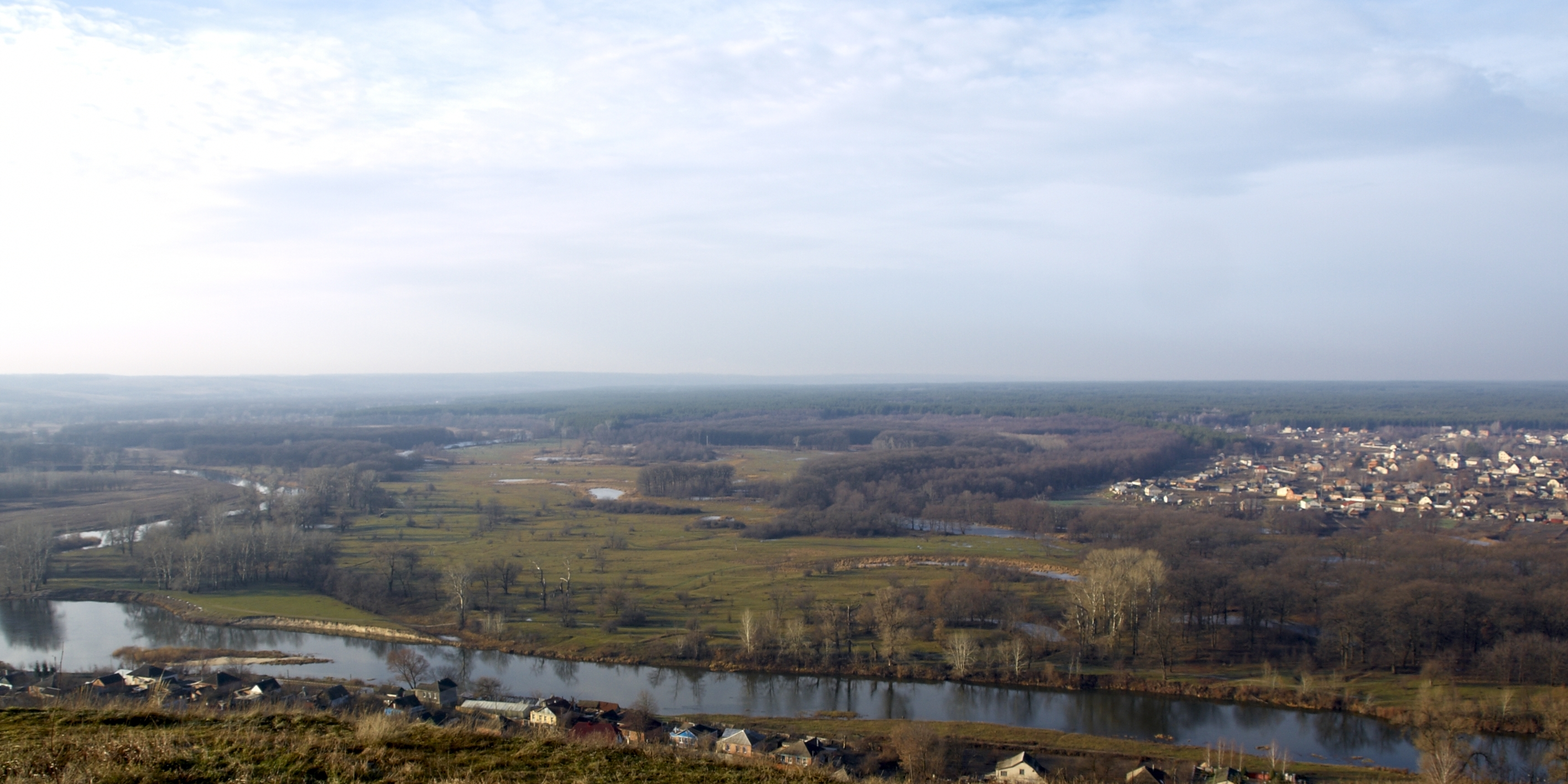
Landschaft am Siwerskyj Donez bei Isjum

## Geographie
Die Stadt liegt in der historischen Region der Sloboda-Ukraine am Ufer des Siwerskyj Donez. Sie ist Zentrum des gleichnamigen Rajons 125 km südöstlich von Charkiw an der Fernstraße M 03, einer Teilstrecke der Europastraße 40.

## Ortsname
Der Ortsname bedeutet im Russischen (Изюм) Rosine. In der Tat weist das Stadtwappen drei Weinreben auf, auch ist belegt, dass dort im 17. Jahrhundert Wein angebaut wurde. Der deutsche Slawist Max Vasmer wies in seinem auch in Russland als Standardwerk geltenden Russischen Geographischen Namenbuch allerdings die Version zurück, dass der Name der Stadt auf dieses vermutlich aus dem Krimtatarischen stammende Wort zurückgehe und ursprünglich für Niederung (Tatarisch: üzän) oder Flusslauf gestanden haben könnte. Höchstwahrscheinlich sei er vom Flussnamen Isjumez abgeleitet.

## Geschichte
Die älteste erhaltene Urkunde stammt aus dem Jahr 1571. Entwickelt hat die Stadt sich an der Isjumfurt, einer Furt am Fluss Isjumez, über die die strategisch wichtige Verbindung zwischen Moskau und der Krim führte. Im 17. und 18. Jahrhundert war die Stadt ein Standort des kosakischen Regiments (befestigte „Isjum-Linie“ gegen die Krimtataren) und im 19. Jahrhundert war die Stadt Isjum das Verwaltungszentrum des gleichnamigen Ujesd im Gouvernement Charkow.
Im Zweiten Weltkrieg wurde die Stadt nach der Schlacht bei Charkow vom 23. Juni 1942 bis zum 5. Februar 1943 von Truppen der Wehrmacht besetzt. Sie war Schauplatz schwerer Kämpfe an der Ostfront.
Nach dem russischen Überfall auf die Ukraine Ende Februar 2022 wurde die Stadt für Wochen Schauplatz heftiger Kämpfe. Der Vize-Bürgermeister sprach von einer absichtlichen Zerstörung der Stadt. Ende März 2022 wurde Isjum von russischen Streitkräften erobert. Zeit- und Augenzeugen berichteten von Menschenjagden der russischen Seite auf Kämpfer und Zivilisten sowie von Plünderungen und Entführungen. Manche Bewohner ließen sich von der Gewaltherrschaft beeindrucken und kooperierten mit den Besatzern.
Isjum wurde von der russischen Armee als Stützpunkt genutzt, um weitere Angriffe in südlicher Richtung zu ermöglichen. Am 10. September 2022 mussten sich die russischen Streitkräfte im Zuge der ukrainischen Gegenoffensive in der Region Charkiw aus der Stadt zurückziehen, um einer Einkesselung zu entgehen; Isjum kam wieder unter ukrainische Kontrolle. Spätestens mit dem Rückzug nahmen die Besatzer Fahrzeuge, wie Traktoren, Bulldozer und Müllwagen mit.
Mitte September 2022 gab der ukrainische Staatspräsident Wolodymyr Selenskyj bekannt, dass in Isjum Massengräber entdeckt worden seien. Ukrainischen Medienberichten zufolge wurden mindestens 440 Leichen gezählt; offenkundig seien dort auch Menschen verscharrt worden, die gefoltert wurden und die die russischen Besatzer erschossen hätten. Untersuchungen sollten ergeben, ob es sich um Kriegsverbrechen handelt. Laut dem ukrainischen Vermisstenbeauftragten Oleh Kolenko handelte es sich tatsächlich um viele Einzelgräber. In einem größeren von diesen liegen bis zu 25 getötete ukrainische Soldaten. Am 26. September wurde bekannt, dass zwei weitere Massengräber mit hunderten Leichen entdeckt worden seien.

## Wirtschaft und Verkehr
Es gibt in Isjum Maschinenbauunternehmen, optische Industrie und Möbelproduktion. Die Stadt ist ein Verkehrsknotenpunkt; sie liegt an der zweigleisigen Bahnstrecke Charkiw–Horliwka.

## Sehenswürdigkeiten und Kulturgut
In der Stadt befinden sich einige denkmalgeschützte Bauwerke, darunter die 1684 errichtete Christi-Verklärungs-Kathedrale (Preobraschenski sobor), eine Kreuzkuppelkirche mit fünf Türmchen. Sie ist ein Zeugnis des ukrainischen Barocks und ein Werk jener Bauhütte, aus deren Kreis 1689 in Charkiw die Maria-Schutz-Kathedrale (Pokrowski sobor) entstand. Eine Arkadur im Sockelbereich und Blendnischen zwischen den länglichen Fenstern zieren die Außenfassade des Bauwerks. Die Kirche gehört zu den bedeutendsten Kreuzkuppelbauwerken des ukrainischen Barock.

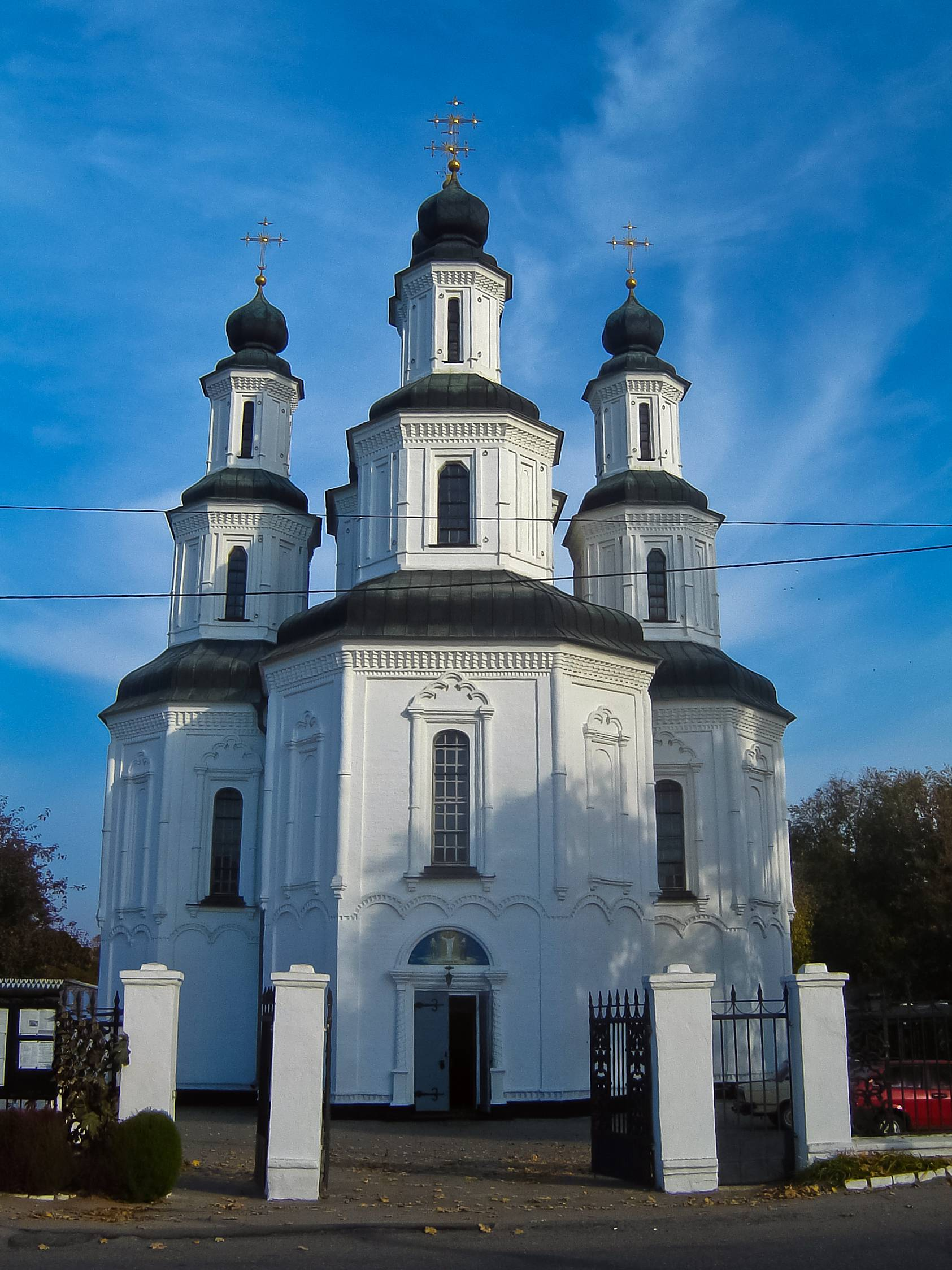
Christi-Verklärungs-Kathedrale (Preobraschenski sobor)
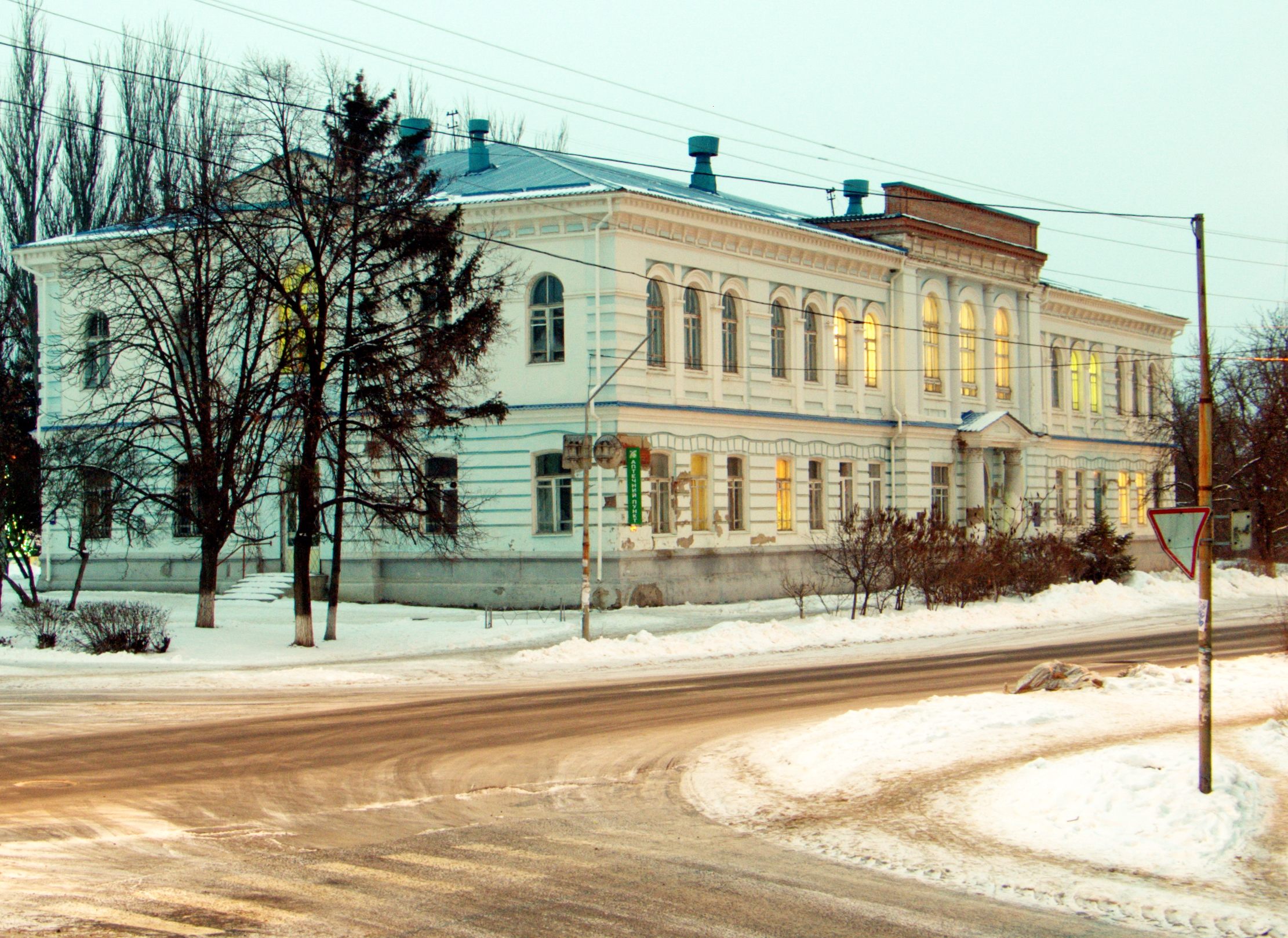
Mädchengymnasium der Stadt
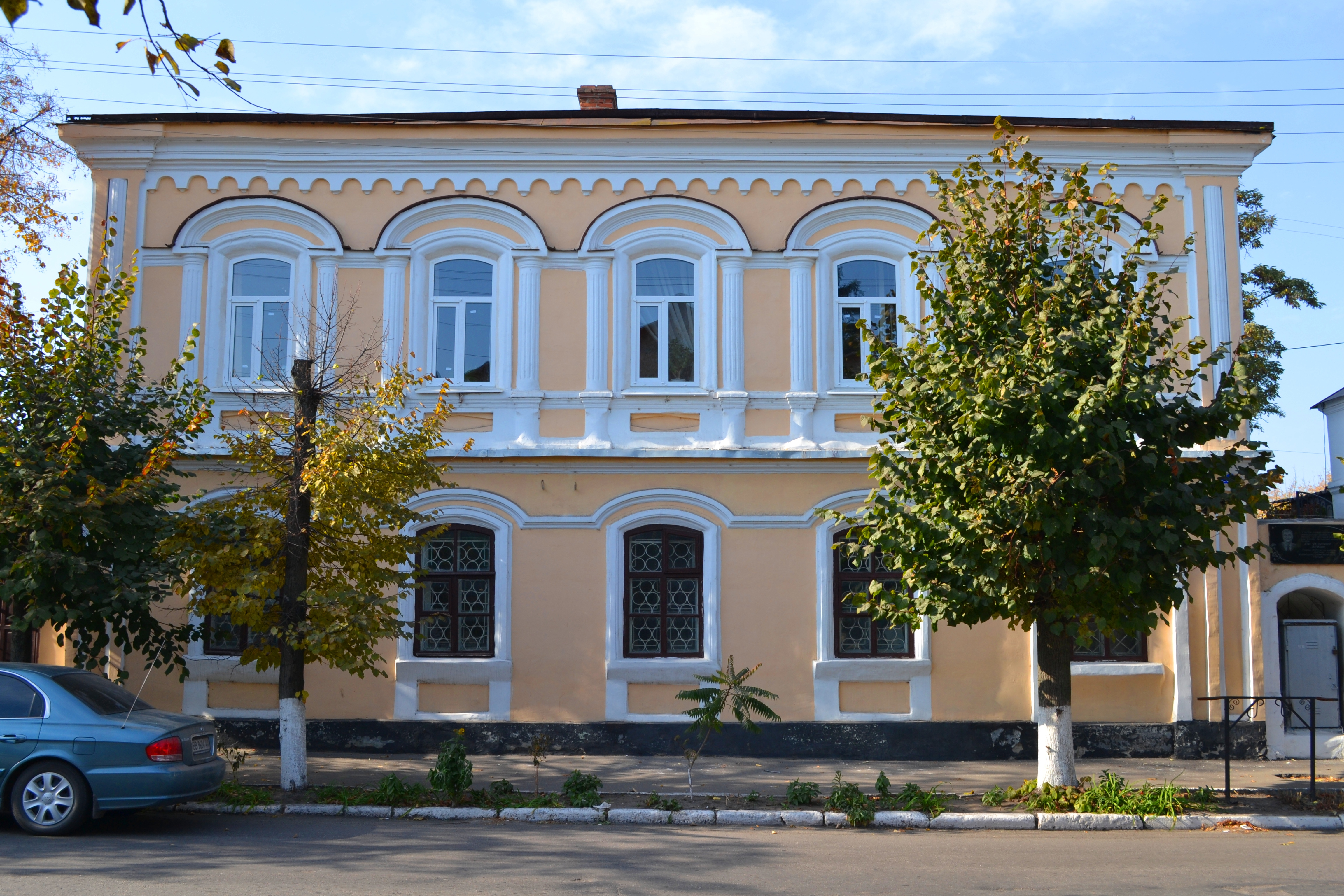
Ehemaliges Bürgerhaus, Straße Soborna 6
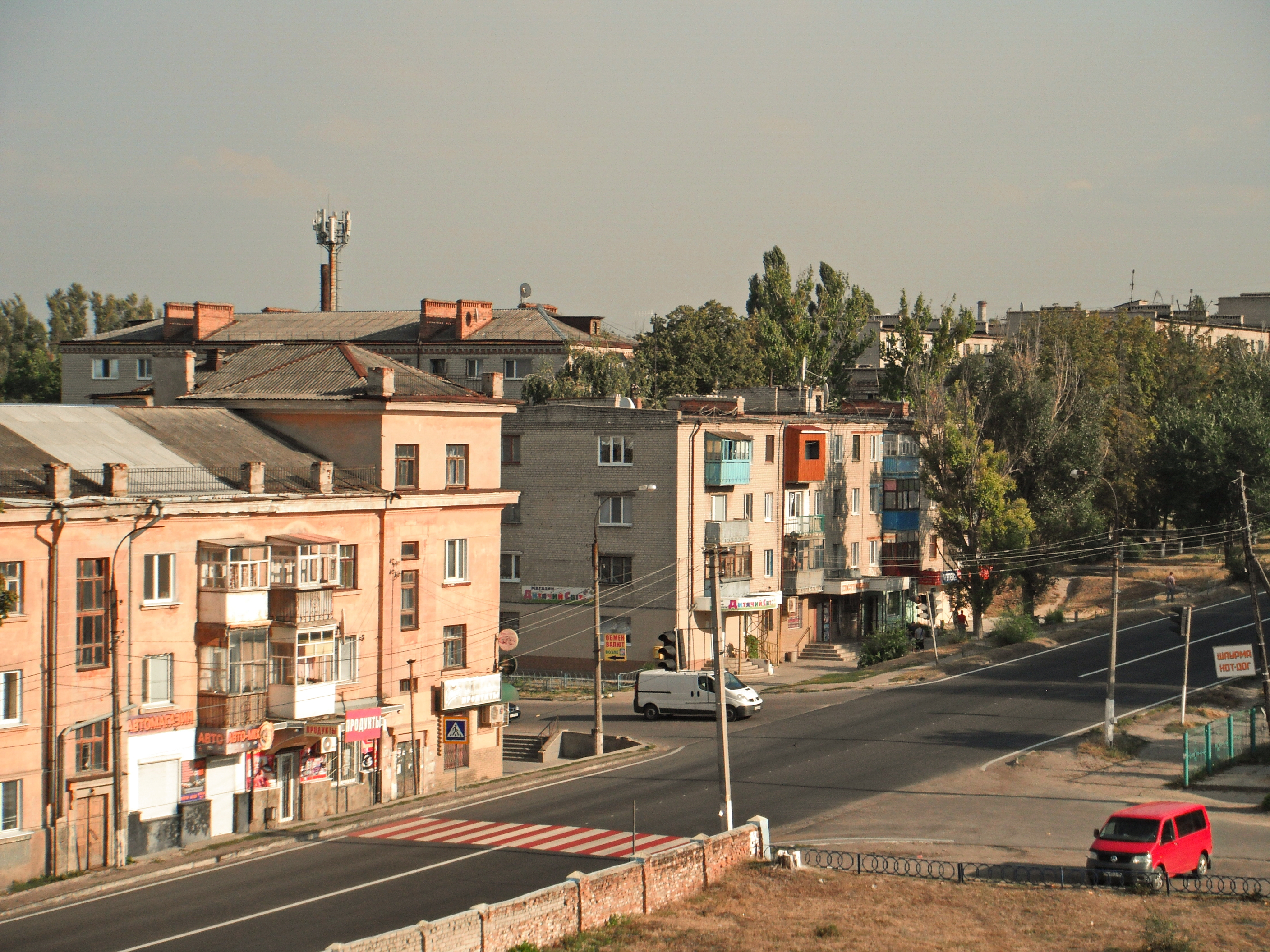
Straße in Isjum

## Verwaltungsgliederung
Im Juni 2019 wurde die Stadt zum Zentrum der neugegründeten Stadtgemeinde Isjum (Ізюмська міська громада Isjumska miska hromada). Zu dieser zählten auch die Dörfer Kamjanka, Sucha Kamjanka, Synytscheno und Tychozke, bis dahin bildete die Stadt die gleichnamige Stadtratsgemeinde Isjum (Ізюмська міська рада Isjumska miska rada) im Zentrum des Rajons Isjum.
Im Juni 2020 kamen noch weitere 11 in der untenstehenden Tabelle aufgelistete Dörfer zum Gemeindegebiet.
Folgende Orte sind neben dem Hauptort Isjum Teil der Gemeinde:
| Name                     | Name          | Name                            |
| ukrainisch transkribiert | ukrainisch    | russisch                        |
| ------------------------ | ------------- | ------------------------------- |
| Babenkowe                | Бабенкове     | Бабенково (Babenkowo)           |
| Bryhadyriwka             | Бригадирівка  | Бригадировка (Brigadirowka)     |
| Fedoriwka                | Федорівка     | Фёдоровка (Fjodorowka)          |
| Hlynske                  | Глинське      | Глинское (Glinskoje)            |
| Iskra                    | Іскра         | Искра                           |
| Iwaniwka                 | Іванівка      | Ивановка (Iwanowka)             |
| Kamjanka                 | Кам'янка      | Каменка (Kamenka)               |
| Kramariwka               | Крамарівка    | Крамаровка (Kramarowka)         |
| Lewkiwka                 | Левківка      | Левковка (Lewkowka)             |
| Pymoniwka                | Пимонівка     | Пимоновка (Pimonowka)           |
| Rudnewe                  | Рудневе       | Руднево (Rudnewo)               |
| Sabawne                  | Забавне       | Забавное (Sabawnoje)            |
| Sucha Kamjanka           | Суха Кам'янка | Сухая Каменка (Suchaja Kamenka) |
| Synytscheno              | Синичено      | Синичино (Sinitschino)          |
| Tychozke                 | Тихоцьке      | Тихоцкое (Tichozkoje)           |

## Bevölkerungsentwicklung
| Jahr      | 1897   | 1923  | 1926  | 1939   | 1959   | 1970   | 1979   | 1989   | 2001   | 2010   | 2018   |
| --------- | ------ | ----- | ----- | ------ | ------ | ------ | ------ | ------ | ------ | ------ | ------ |
| Einwohner | 13.108 | 9.414 | 9.490 | 34.859 | 37.595 | 51.603 | 60.516 | 64.334 | 56.114 | 52.821 | 48.368 |

Quelle: Cities & towns of Ukraine

## Söhne und Töchter der Stadt
- Denys Kulakow (* 1986), Fußballspieler[16][17]
- Serhij Wassylkiwskyj (1854–1917), ukrainischer Maler und Kunsthistoriker